# Alajos Gaál
Alajos Gaál – węgierski zapaśnik walczący w stylu klasycznym.
Brązowy medalista mistrzostw Europy w 1912; czwarty w 1913 roku.